# Ниглас, Меинхард
Меинхард Ниглас (эст. Meinhard Niglas; 5 июля 1932, Кяйна, Хийумаа, Эстония — 2 марта 2007, Таллин, Эстония) — советский борец греко-римского стиля. Призёр чемпионатов СССР. Мастер спорта СССР (1956).

## Биография
В 1950 году окончил промышленное училище № 5 в Хаапсалу по специальности «токарь».
Начал заниматься борьбой по вдохновению учителя Эрни Рейнлоо, тренировался под руководством тренеров: Эдгара Пуусеппа и Бориса Сюллусе.
Был одним из лучших в Эстонии по греко-римской борьбе в 1957—1963. Девять раз становился чемпионом Эстонии по греко-римской борьбе (1953-54, 1956, 1958-63) и один раз по самбо (1954). Он был двукратным чемпионом спортивного общества «Динамо».
В ноябре 1957 года в Ленинграде стал серебряном призёром чемпионата СССР, уступив в финале Евгению Пожидаеву.
В августе 1959 года на Спартакиаде народов стал бронзовым призёром.
В марте 1960 года в Тбилиси завоевал серебряную медаль чемпионата СССР, уступив в золотую медаль Ростому Абашидзе. 
С 1962 по 1968 год работал тренером по борьбе в «Динамо», с 1968 по 1991 год тренировал в KSMK.
Был старшим тренером сборной Эстонии по греко-римской борьбе (с 1968 года). Его воспитанниками были Хенн Пыллусте, Антс Нису, Олев Кийренд, Хельдур Рооне, Валдур Пасс, Харри Койдусте, Юура Каллари, Энн Лийметс, Сулев Кург, Март Тамм.
С 1991 по 2000 годы работал в эстонской спортивной гимназии, а также учителем в «Аудентес СК» с 2000 по 2002 годы.

## Спортивные результаты
- Чемпионат СССР по классической борьбе 1957 — ;
- Спартакиада народов СССР 1959 — ;
- Чемпионат СССР по классической борьбе 1960 — ;
- Чемпионат СССР по классической борьбе 1962 — 5;
- Спартакиада народов СССР 1963 — 5;